# Mauritia (mollusque)
Pour les articles homonymes, voir Mauritia.
Genre
Mauritia  est un genre de mollusques gastéropodes de la famille des Cypraeidae.

## Liste d'espèces
Selon World Register of Marine Species (25 août 2014) :
- Mauritia arabica (Linnaeus, 1758)
- Mauritia depressa (J.E. Gray, 1824)
- Mauritia eglantina (Duclos, 1833)
- Mauritia grayana Schilder, 1930
- Mauritia histrio (Gmelin, 1791)
- Mauritia maculifera Schilder, 1932
- Mauritia mauritiana (Linnaeus, 1758)
- Mauritia scurra (Gmelin, 1791)

Selon Paleobiology Database (21 oct. 2012) :
- Cypraea (Mauritia) arabica
- Cypraea (Mauritia) mauritiana
- Mauritia maculifera

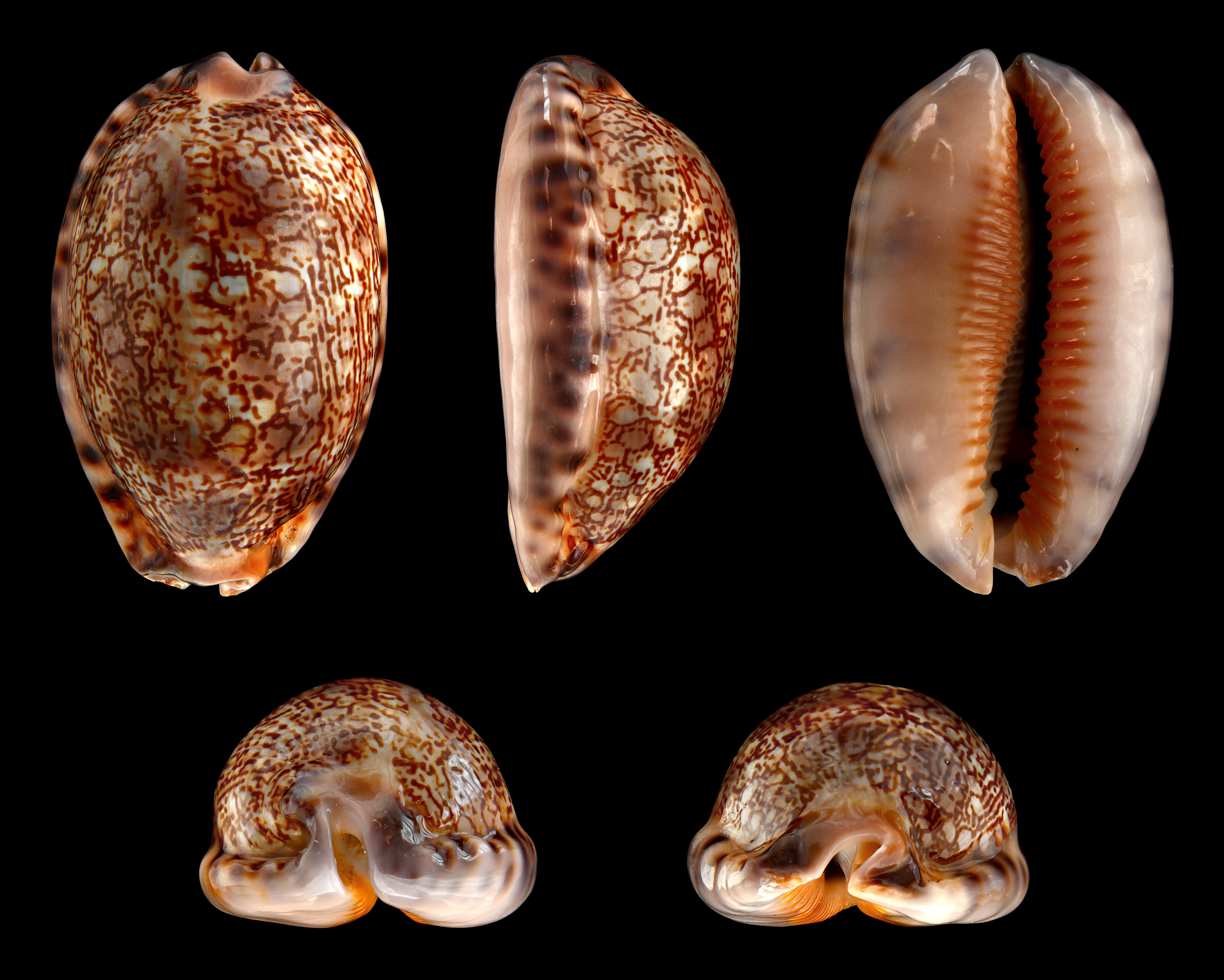
Mauritia arabica
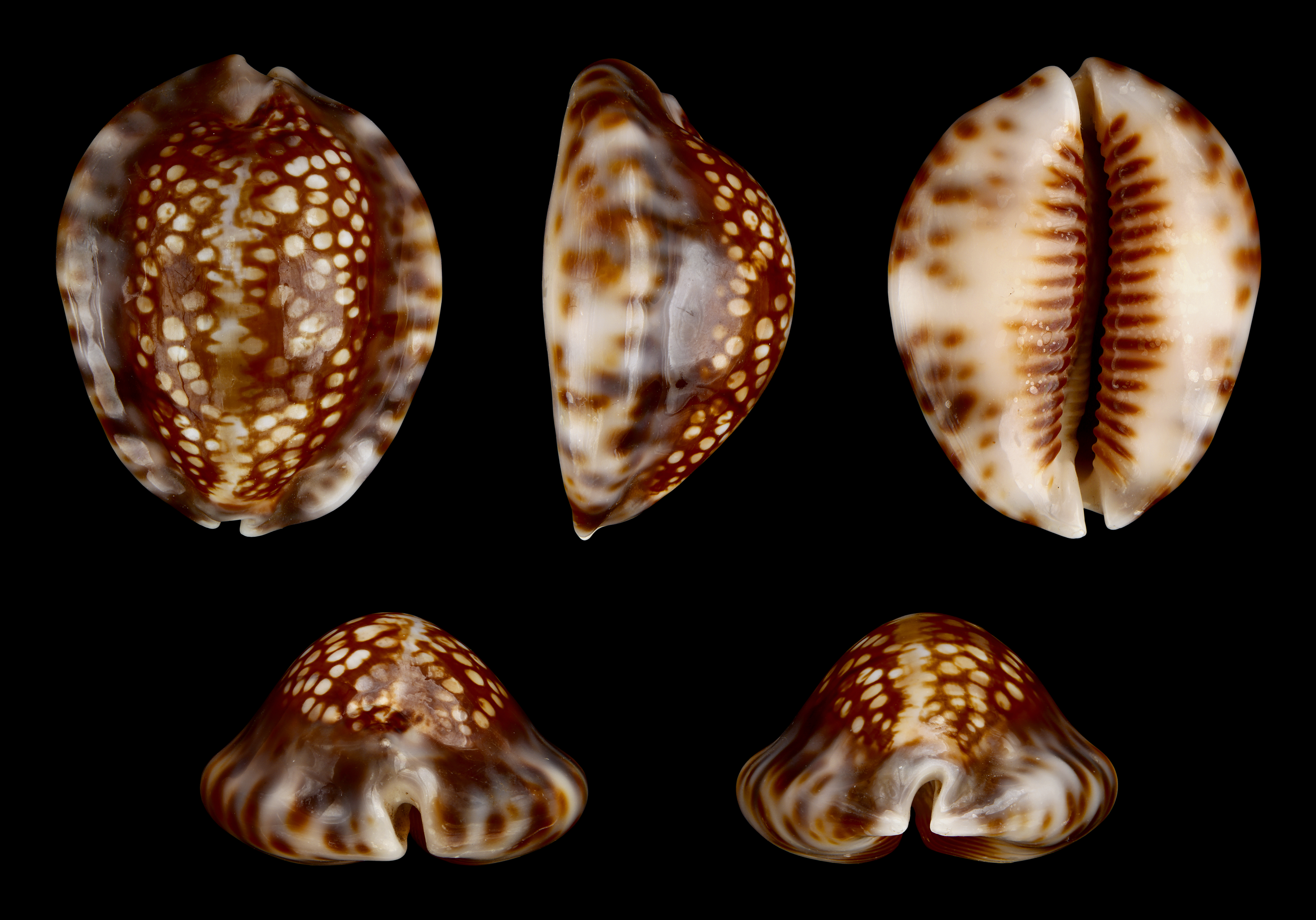
Mauritia depressa
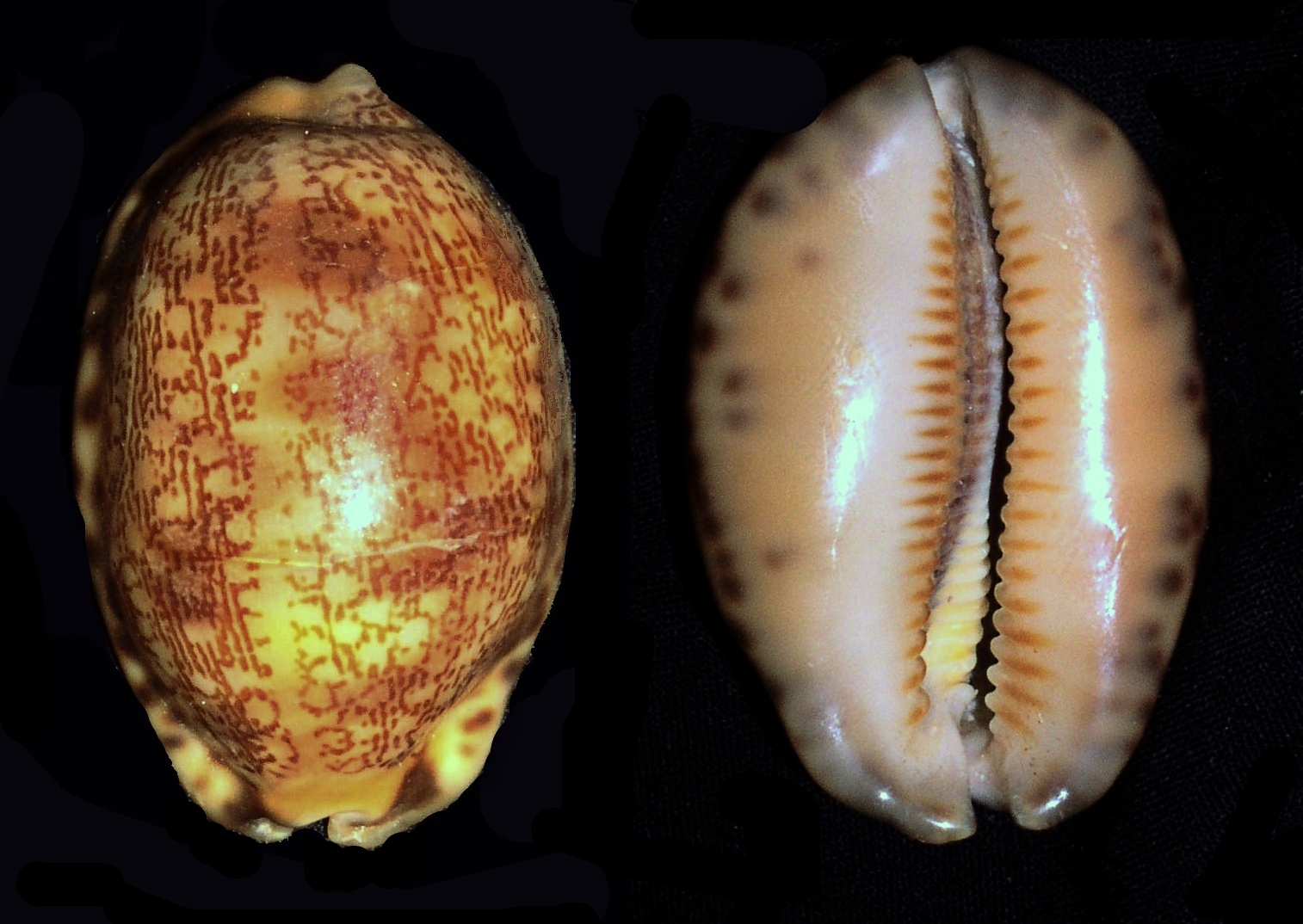
Cypraea eglantina
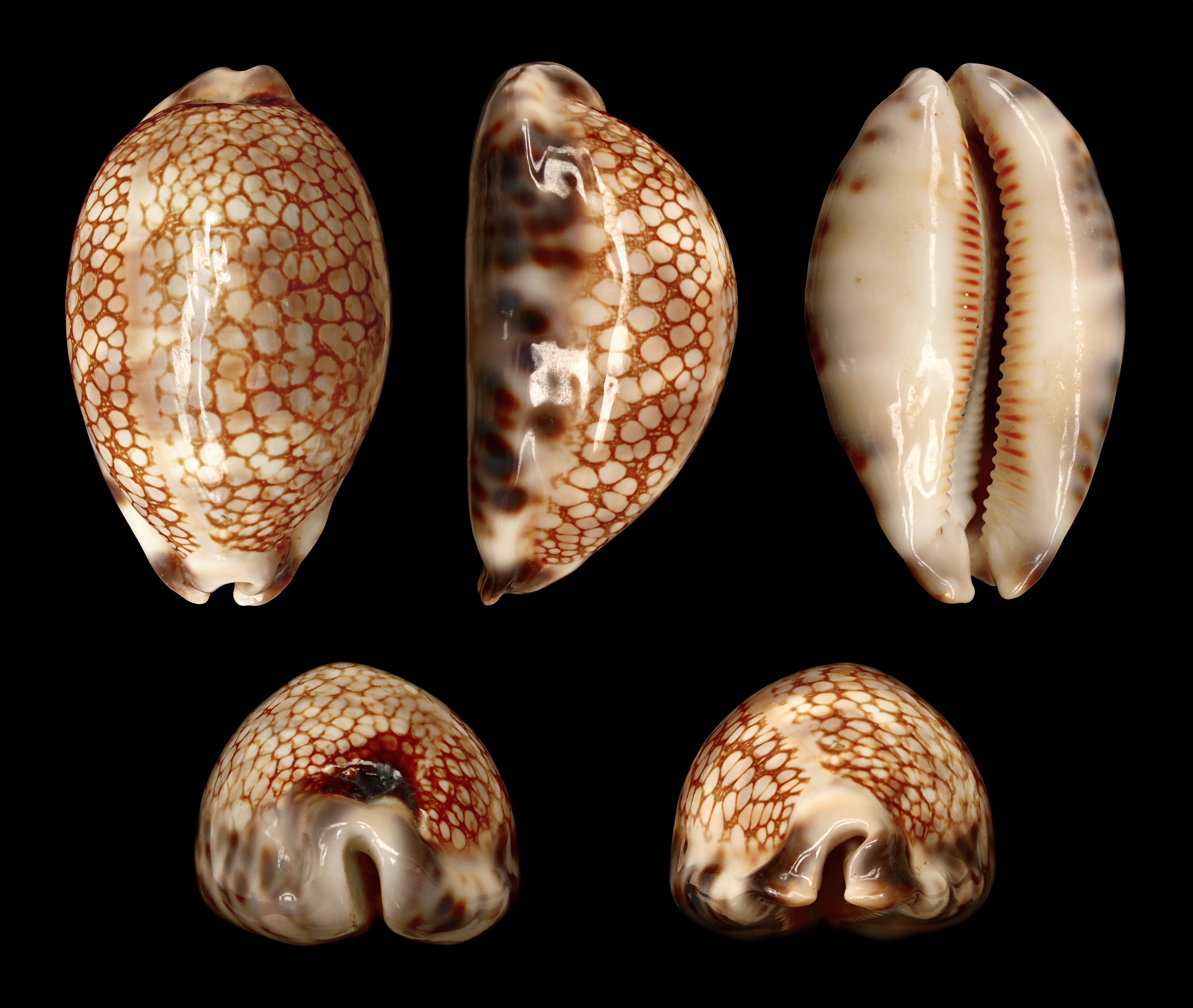
Mauritia histrio
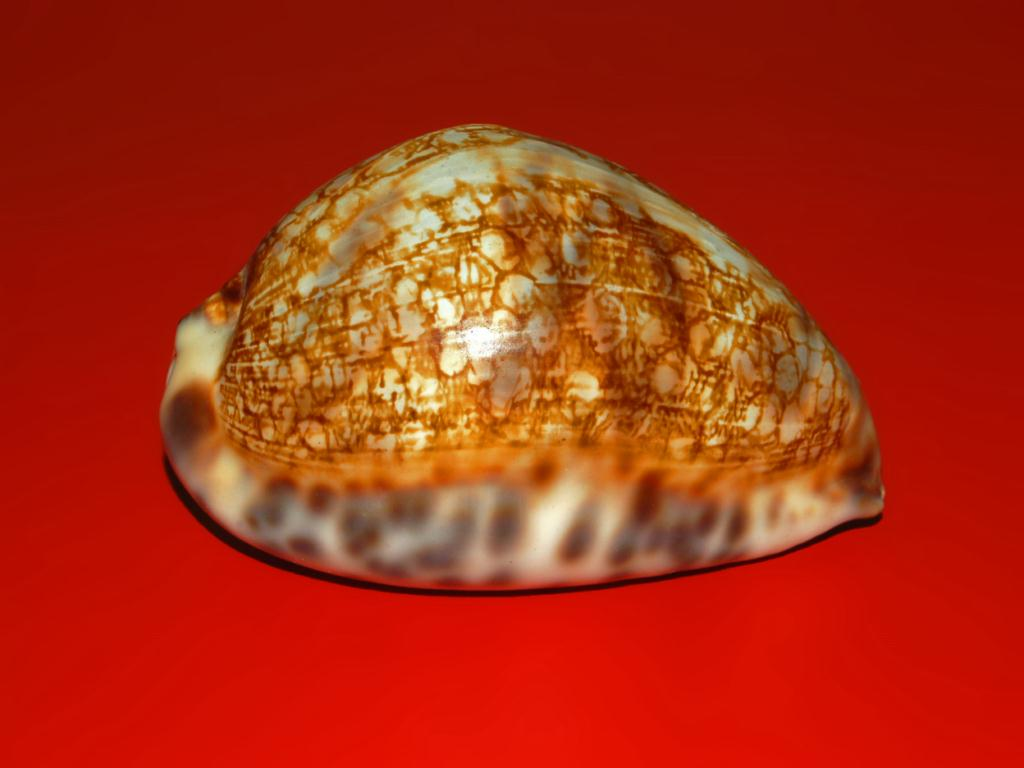
Mauritia grayana
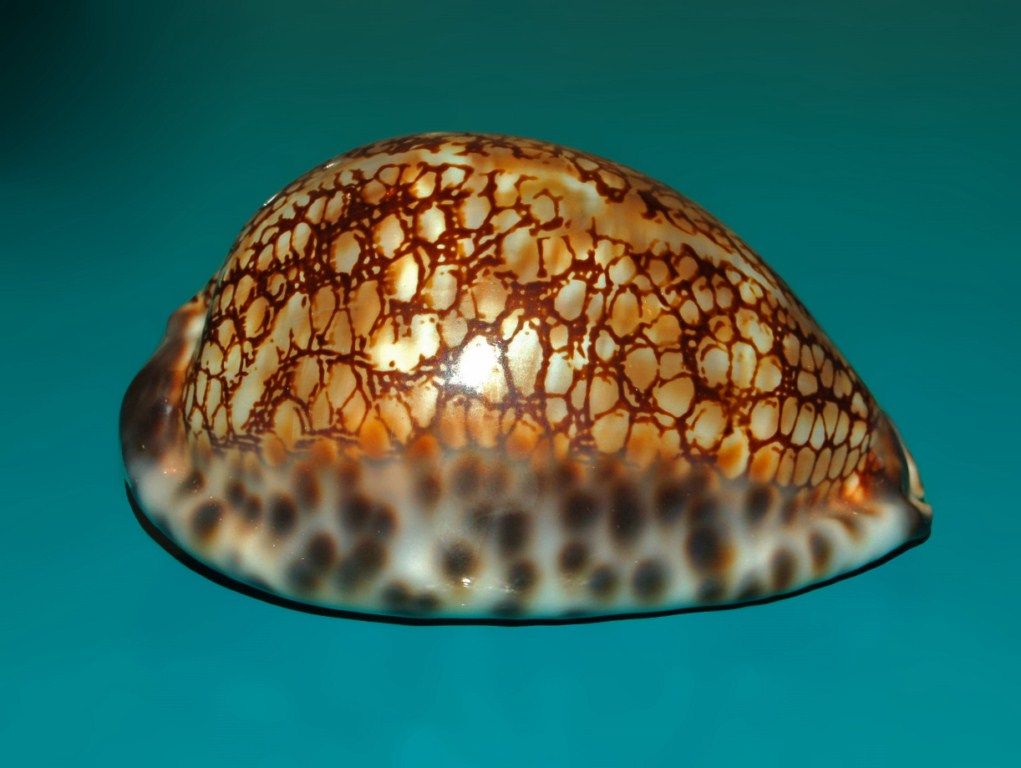
Mauritia maculifera
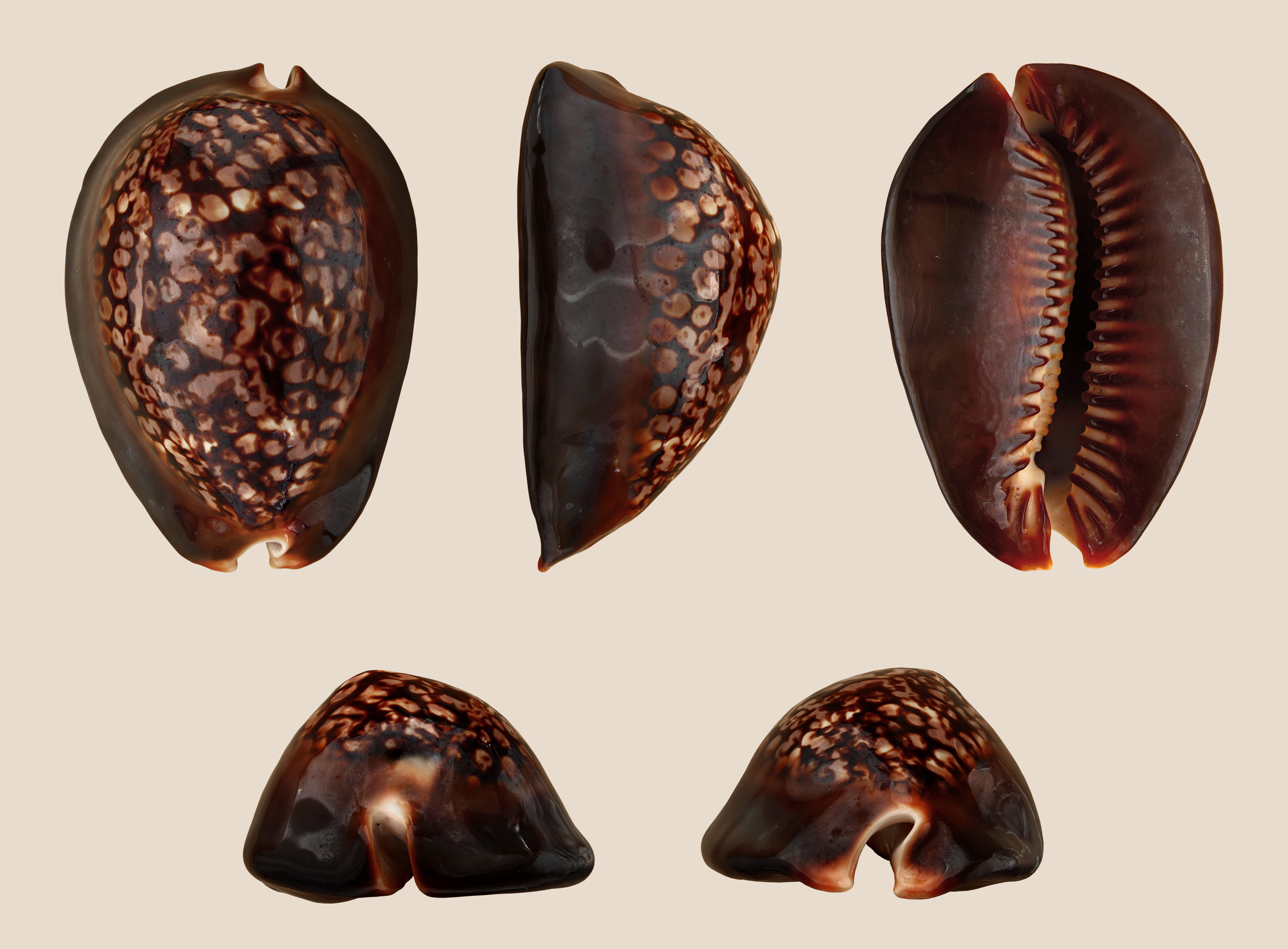
Mauritia mauritiana
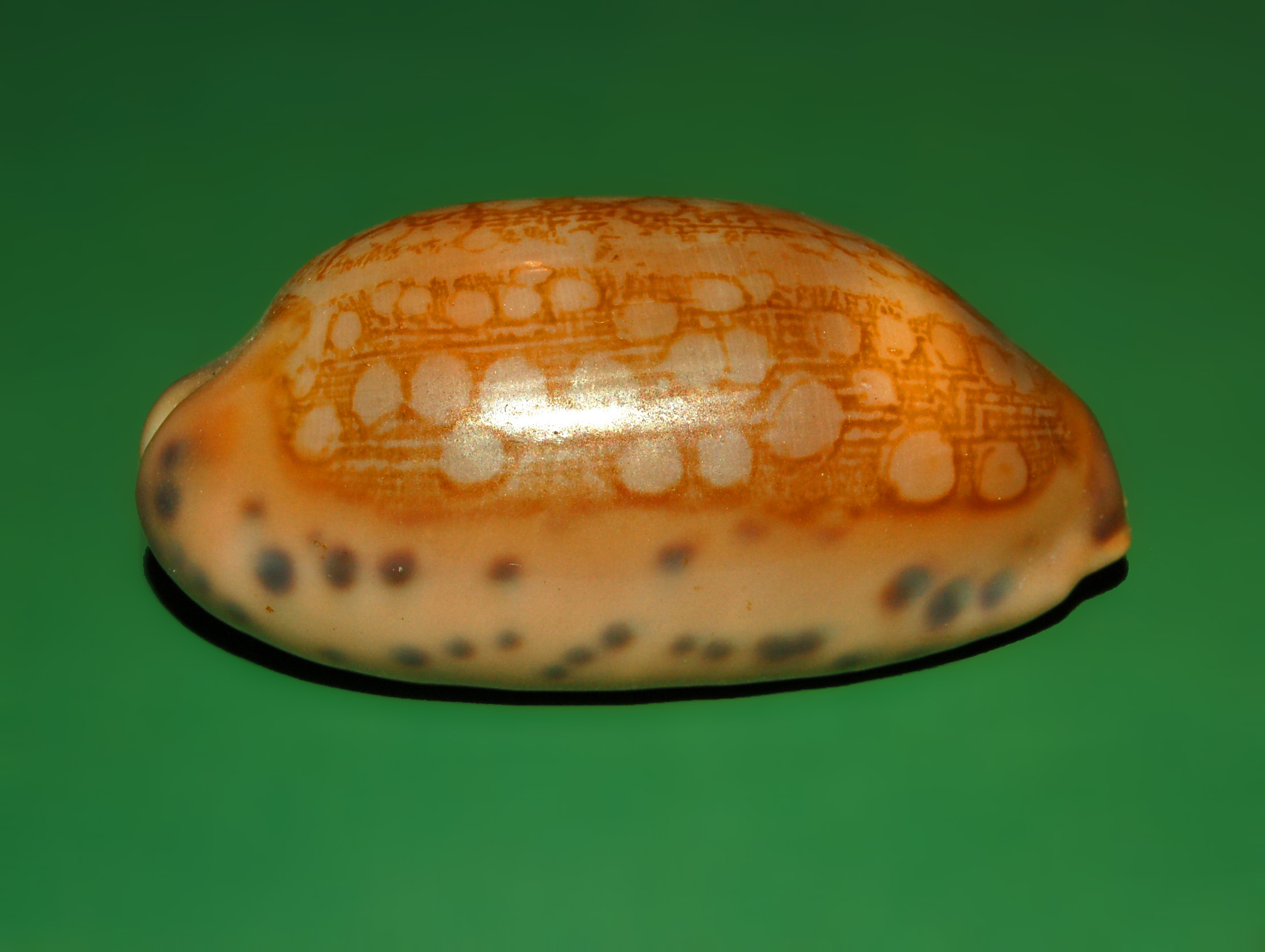
Mauritia scurra